# FK Chimik Dzerzjinsk
Chimik Dzerzjinsk, in het Russische voetbal beter bekend als Chimik, is een Russische voetbalclub uit Dzerzjinsk. In 1946 werd de club opgericht. De thuishaven is het stadion Chimik, dat plaats biedt aan ruim 5.000 toeschouwers. Chimik speelt in de FNL, nadat men in 2013 kampioen werd van de Russische tweede divisie. 